# Caminho de Ferro de Ressano Garcia
Caminho de Ferro de Ressano Garcia (CFRG), também chamado de Linha de Ressano Garcia, Caminho de Ferro Pretória-Maputo, Caminho de Ferro da Baía da Lagoa, Ferrovia do Ferro e Ferrovia Oriental, é uma ferrovia que liga a cidade de Maputo, em Moçambique, à cidade de Pretória, na África do Sul. Possui 567 km de extensão, em bitola de 1067 mm.
No trecho moçambicano, entre Maputo e Ressano Garcia, a empresa administradora é a Portos e Caminhos de Ferro de Moçambique (CFM); já no trecho sul-africano, entre a cidade e de Komatipoort e a de Pretória, a administração é feita pela empresa Transnet Freight Rail.
Seu ponto de escoamento principal está no Porto de Maputo-Matola.

## História

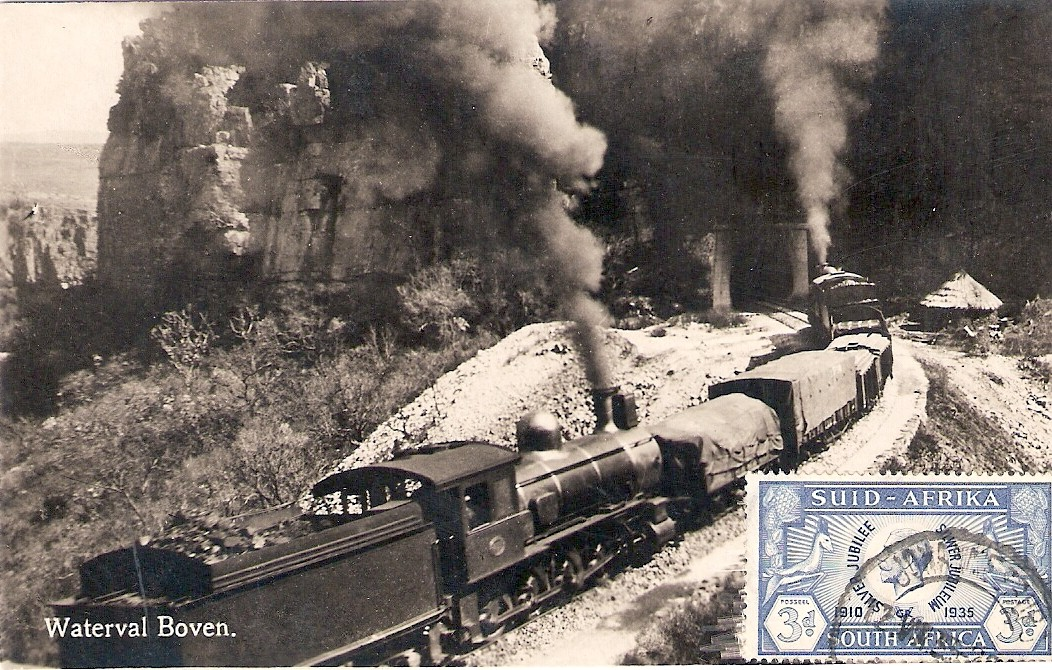
Túnel Waterval Boven, no lado sul-africano do Caminho de Ferro de Ressano Garcia, em 1908.

A construção de uma linha férrea para conectar a República do Transvaal ao porto de Lourenço Marques, na África Oriental Portuguesa, foi precedida por uma longa fase de planeamento. O governo de Pretória licitou o projeto, vencendo a concessão uma empresa ferroviária privada em 1870, prometendo áreas de 850 fazendas como caução. O projeto da construção teve que ser adiado porque a empresa licenciada não conseguiu obter o capital inicialmente requerido. Após vários anos de preparação, o governo decidiu assumir o controle da construção em 1876. O engenheiro e oficial português Joaquim José Machado realizou uma nova pesquisa de terreno em 1881 e 1882 para encontrar uma rota ideal, pois alguns campos de ouro nos dois lados do rio Crocodile deveriam ter acesso fácil a uma conexão ferroviária.
Em 1872, a administração colonial de Moçambique outorgou, pela primeira vez, uma concessão para construir uma linha ferroviária de Maputo para Pretória. Um acordo correspondente foi concluído em 1875 entre o governo da República do Transvaal e a da África Oriental Portuguesa. Porém somente em 1º de março de 1890 foi aberta a rota de Maputo para a estação de fronteira moçambicana Ressano Garcia.
Um obstáculo para o planeamento da rota no lado sul-africano eram as posições íngremes das montanhas e os profundos vales próximos a Komatipoort, na área do rio Crocodile. Essas características do terreno também atrasaram a construção de uma estrada eficiente. Além disso, na década de 1880, um contrato de financiamento no valor de meio milhão de libras no mercado de capitais de Amsterdão acabou por ser perdido. A construção começou em 2 de junho de 1887 e foi concluída após sete anos em 20 de outubro de 1894, de modo que toda a rota foi aberta ao tráfego em 2 de novembro de 1894. A abertura oficial ocorreu em 8 de julho de 1895, em cerimónia presidida pelo presidente transvaalino Paul Kruger, com presença do administrador colonial moçambicano António Enes.
Cronograma de abertura dos trechos
- Maputo - Ressano Garcia: 1 de março de 1890
- Ressano Garcia - Komatipoort: 1 de julho de 1891
- Komatipoort - Emjejane: 1 de outubro de 1891
- Emjejane - Malelane: 28 de dezembro de 1891
- Malelane - Kaapmuiden: março de 1892
- Kaapmuiden - Krokodilpoort: abril de 1892
- Krokodilpoort - Nelspruit: 20 de junho de 1892
- Nelspruit - Airlie: 30 de dezembro de 1893
- Airie - Pretória: 2 de novembro de 1894

No lado sul-africano a linha era operada pela Companhia Ferroviária Nederlândia–África do Sul (NZASM; Nederlandsch-Zuid-Afrikaansche Spoorweg Maatschappij). Após o final da Segunda Guerra dos Bôeres, a ferrovia foi transferida para a empresa privada Ferrovias Centrais da África do Sul e a partir de 1910 para a empresa estatal Ferrovias da África do Sul.
No curso de uma política governamental voltada para a autosuficiência económica sob Pieter Willem Botha, aliada a mudança da situação política da África do Sul (cada vez mais isolada em virtude do apartheid), iniciou-se, em 1983, a construção da Ferrovia de Komati, passando por Essuatíni; conetando-se com o Caminho de Ferro de Goba, outra extensão foi feita, dando origem à Ferrovia de Richards Bay, que liga-se até o porto de Richards Bay (então Província de Natal). Os produtos do leste sul-africano poderiam, assim, ser escoados em território politicamente seguro, num porto marítimo próprio.

## Estações principais

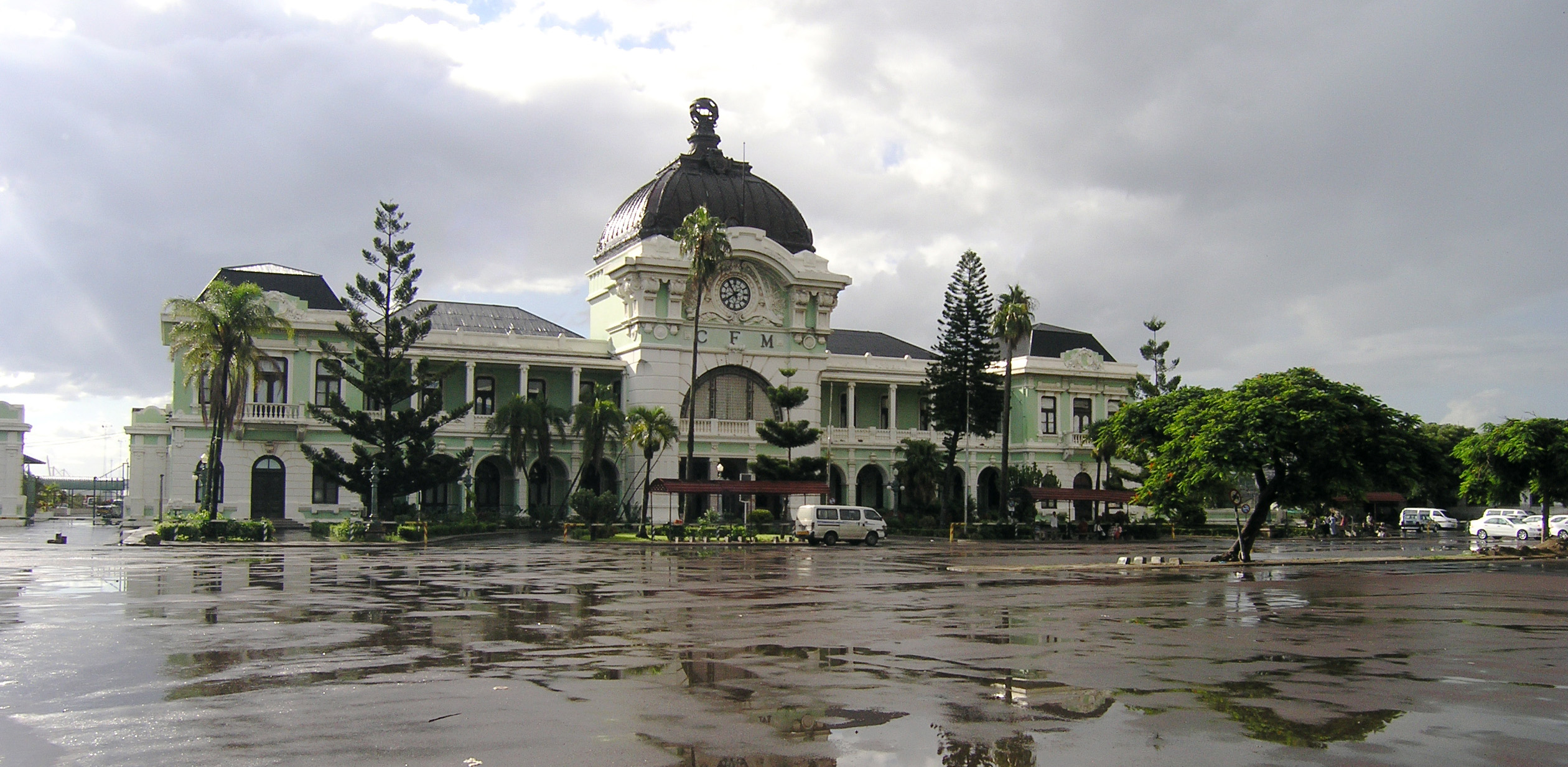
O imponente edifício da Estação do Caminho de Ferro de Maputo, em 2007.

As principais estações do CFRG são:
- Estação de Maputo
- Estação de Moamba
- Estação de Ressano Garcia
- Estação de Komatipoort
- Estação de Nelspruit
- Estação de Machadodorp
- Estação de Belfástia
- Estação de Middelburg
- Estação de Witbank
- Estação de Pretória

## Acidentes
- Desastre ferroviário de Tenga: ocorrido em 25 de maio de 2002, ocorreu em Tenga, a 40 km a noroeste de Maputo, Moçambique, causando 192 mortes e 167 feridos. O acidente ocorreu quando vagões de passageiros colidiram com vagões estacionados, carregados de cimento vindo da África do Sul.[12][13]
- Desastre ferroviário de Waterval Boven: ocorrido em 15 de novembro de 1949, quando um trem de passageiros para Moçambique descarrilou perto da ponte de Waterval Boven, na União Sul-Africana. 55 pessoas morreram e mais de 100 ficaram feridas.[14]
- Acidente de passagem de nível de Hectorspruit: ocorrido em 13 de julho de 2012, quando um trem de carvão que viajava de Emalelane para Maputo colidiu com um caminhão em uma passagem de nível controlada perto de Emjejane (antiga Hectorspruit), Mepumalanga, na África do Sul.[15]